# 1016
Năm 1016 là một năm trong lịch Julius.

## Sinh
Casimir I the Restorer - thành viên của triều đại Piast.